# ريتشارد ويدمارك
ريتشارد ويدت ويدمارك (بالإنجليزية: Richard Widmark)‏ (26 ديسمبر 1914 - 24 مارس 2008)، ممثل أمريكي منتج تلفزيوني. ترشح لجائزة الأوسكار في دور «تومي أودو» الشرير في فيلمه الأول قبلة الموت، الذي فاز أيضا بجائزة غولدن غلوب للنجم الصاعد. في بداية حياته المهنية كان يأخذ دور الشرير أو البطل المخالف للعرف في أفلام النوار، لكنه تفرع في ما بعد إلى أدوار أكثر بطولية الرائدة وأدوار دعم في الغرب الأمريكي، والتيار الدرامي وأفلام الرعب، وأخرى.

## روابط خارجية
- ريتشارد ويدمارك على موقع IMDb (الإنجليزية)
- ريتشارد ويدمارك على موقع روتن توميتوز (الإنجليزية)
- ريتشارد ويدمارك على موقع مونزينجر (الألمانية)
- ريتشارد ويدمارك على موقع ألو سيني (الفرنسية)
- ريتشارد ويدمارك على موقع تيرنر كلاسيك موفيز (الإنجليزية)
- ريتشارد ويدمارك على موقع أول موفي (الإنجليزية)
- ريتشارد ويدمارك على موقع قاعدة بيانات برودواي على الإنترنت (الإنجليزية)
- ريتشارد ويدمارك على موقع قاعدة بيانات الأفلام السويدية (السويدية)
- ريتشارد ويدمارك على موقع إن إن دي بي (الإنجليزية)
- ريتشارد ويدمارك على موقع ديسكوغز (الإنجليزية)